# Quinto Pompeo Rufo (tribuno della plebe)
Quinto Pompeo Rufo (in latino Quintus Pompeius Rufus; fl. I secolo a.C.) è stato un politico romano.

## Biografia
Pompeo Rufo era nipote di Silla; suo padre, Quinto Pompeo Rufo, che aveva sposato una Cornelia, figlia di Silla, fu ucciso nei disordini dell'88 a.C. Sua sorella, Pompea Silla, fu la seconda moglie di Giulio Cesare.
Quinto Pompeo Rufo fu tresvir monetalis verso il 54 a.C. (o forse già nel 59 a.C.). Fece coniare monete con i ritratti di entrambi i nonni: Silla e Quinto Pompeo Rufo, che erano stati colleghi nel consolato dell'88 a.C. Nel 54 a.C. accusò di brogli elettorali il console nominato Marco Valerio Messalla Rufo, ma senza successo.
Nel 52 a.C.  Pompeo Rufo fu eletto tribuno della plebe. In seguito alla morte di Publio Clodio Pulcro in uno scontro in strada con gente di Tito Annio Milone, scaldò, insieme agli altri tribuni, la rabbia della gente. Nella crescente anarchia fu infine scelto Pompeo Magno come console unico. Pompeo Rufo appoggiò le misure di Pompeo Magno per ripristinare l'ordine, per cui, tra le altre cose, Milone fu mandato in esilio. 
Subito dopo la fine del suo mandato nel dicembre del 52 a.C., Pompeo Rufo stesso fu accusato, di incitamento alla violenza (de vi) e dovette recarsi in esilio a Bauli in Campania. 
L'anno successivo fu diffusa la notizia falsa che Pompeo Rufo aveva assassinato Cicerone durante il viaggio in Cilicia. Più tardi non è più menzionato, ma potrebbe essere il Pompeo Rufo citato in Africa durante la guerra civile.